# Diagnostic local de sécurité
Pour les articles homonymes, voir DLS.
Un diagnostic local de sécurité (DLS) est une étude réalisée par une commune ou une intercommunalité  visant à établir un audit l'ensemble des problématiques de sécurité rencontrées sur son territoire de compétence. Cela comprend également un audit des actions conduites par la collectivité dans le domaine de la sécurité et de la prévention de la délinquance.
Le DLS est le prérequis à l'élaboration d'un Contrat local de sécurité ou, depuis 2009 d'une Stratégie Territoriale de Sécurité et de Prévention de la Délinquance. Il permet de dresser un bilan de la situation existante (délinquance, sentiment d'insécurité, toxicomanie, aménagement urbain, déscolarisation) mais également d'analyser les moyens mis en œuvre par la collectivité pour lutter contre la délinquance et favoriser la sécurité sur le territoire. Selon le Comité Interministériel de la Ville, le CLS répond à la nécessité de « la mise en place d’un diagnostic local de sécurité permettant de situer l’état des lieux en matière de prévention, de dissuasion, de sanction et de réparation ».

## Acteurs
Le premier acteur d'un DLS est la ville ou l'intercommunalité et à travers elle, le maire et ses adjoints notamment ceux chargés de la sécurité, de la tranquillité publique, de la voirie, de la jeunesse ou encore de l'action sociale.
Les services techniques de la commune sont particulièrement concernés car le DLS produit pour partie une évaluation des actions qu'ils conduisent. Il s'agit notamment des services destinés à la sécurité, la prévention de la délinquance et la tranquillité publique, la voirie, les espaces verts, le logement, la jeunesse, la police municipale (le cas échéant) etc.
Un DLS sollicite généralement une multitude d'acteurs qui varient selon les problématiques déjà identifiées par la collectivité. Il s'agit avant tout de solliciter les acteurs de la sécurité publique (Préfet, DDSP, Commissaire(s), Sapeurs-Pompiers) mais également les bailleurs sociaux, l'Education Nationale (Inspecteurs d'académie, proviseurs, etc.)

## Réalisation
Les villes ou les intercommunalités peuvent procéder de deux manières pour réaliser leur DLS. Elles peuvent mobiliser leurs services, c'est généralement le service tranquillité publique et/ou sécurité/prévention de la délinquance qui est chargé de la réalisation du diagnostic.
Pour éviter un alourdissement trop important de la charge de travail des services de la ville et éviter l'écueil de l'autoévaluation parfois difficile, les villes ont régulièrement recours à des prestataires extérieurs. Ces prestataires peuvent être des cabinets d'audit privés tel que Suretis ou le Cabinet Thémis ou d'autres organismes de type associatif tel que le Forum Français pour la Sécurité Urbaine.

## Processus
Réaliser un DLS c'est avant tout une démarche qui « entend instituer un débat public engendrant un consensus minimal entre l’ensemble des responsables de la ville sur la sécurité locale et ce qui la perturbe ou la menace […] Ce pourquoi le diagnostic doit être pluriel ». 
Un DLS s'appuie sur un éventail d'outils permettant de porter à la connaissance des décideurs chargés de la sécurité le paysage de la sécurité sur un territoire donné. Il peut être fait usage : d'enquêtes de victimation, d'analyses statistiques (État 4001, parquet), d'entretiens, de marches exploratoires etc.

## Cadre juridique
La circulaire NOR/INT9700174C du 28 octobre 1997 relative à la mise en œuvre des contrats locaux de sécurité porte création des contrats locaux ou intercommunaux de sécurité (CLS), appelés à constituer l’outil principal des politiques locales de prévention et de sécurité. Elle définit les grandes orientations de ces documents et les publics visés.
La circulaire NOR/INTK9900134C du 7 juin 1999 relative aux contrats locaux de sécurité complète la circulaire de 1997 et précise les orientations et les actions prioritaires afin d’améliorer l’opérationnalité de ces contrats.
Le décret 2002-999 du 17 juillet 2002 relatif aux dispositifs territoriaux de sécurité et de coopération pour la prévention et la lutte contre la délinquance permet la création, au niveau communal ou intercommunal, de conseils locaux (ou intercommunaux) de sécurité et de prévention de la délinquance (CLSPD/CISPD). Ces conseils constituent l’instance de concertation sur les priorités de la lutte contre l’insécurité.
La circulaire NOR/INTK0600110C du 4 décembre 2006 relative à la politique de prévention et à la préparation des contrats locaux de sécurité de nouvelle génération complète l’architecture locale de la prévention déjà réorganisée par le décret n° 2006-665 du 7 juin 2006 relatif à la réduction du nombre et à la simplification de la composition de diverses commissions administratives dont les articles 10, 11, 12 et 13 sont relatifs aux commissions de sécurité.
Cette même circulaire et le cahier des charges l’accompagnant stipulent notamment que la conclusion d’un CLS dans le cadre d’un Contrat urbain de cohésion sociale (CUCS) implique que le premier est nécessairement le volet « prévention et citoyenneté » du second.
Le décret du 23 juillet 2007 relatif au conseil local et au conseil intercommunal de sécurité et de prévention de la délinquance et au plan de prévention de la délinquance dans le département, précise que le plan de prévention de la délinquance dans le département fixe les priorités de l’État en matière de prévention de la délinquance, dans le respect des orientations nationales définies par le Comité Interministériel de Prévention de la Délinquance (CIPD). Ainsi, le plan de prévention de la délinquance dans le département constitue le cadre de référence de l’État pour sa participation aux contrats locaux de sécurité.
La circulaire NOR/INTK0800169K du 13 octobre 2008 relative aux conseils locaux de sécurité et de prévention de la délinquance et conseils intercommunaux de sécurité et de prévention de la délinquance, précise la participation des élus aux CLSPD/CISPD. Elle apporte également des éléments sur la nécessité ou non de mettre en place un CLSPD lorsqu’un CISPD est en place. Enfin, une précision sur la compétence territoriale des acteurs siégeant dans un CISPD regroupant des communes situées dans différents départements.
Le Plan National de Prévention de la Délinquance de 2009, prévoit des axes prioritaires tels que la prévention situationnelle, la coordination des acteurs locaux, l’accentuation du repérage des situations individuelles et familiales, le renforcement de l’aide aux victimes et la prévention des violences intraamiliales.
Ce plan envisage l’actualisation des plans départementaux ainsi qu’une approbation des CLS révisés ou des stratégies territoriales au plus tard le 30 juin 2010. En juin 2010, l’ensemble des communes comprenant au moins une zone urbaine sensible et celles comprenant plus de 50 000 habitants doivent être dotées d’un CLSPD et disposer d’une stratégie territoriale de sécurité et de prévention de la délinquance.